# Cornigliese
La pecora Cornigliese è una razza ovina presente sull'Appennino Tosco-Emiliano, originaria di Corniglio.

## Distribuzione
Presente sull'Appennino tosco-emiliano, nelle province di Parma, Reggio Emilia, Bologna e Ravenna.

## Storia
La razza è nata a metà del ‘700 quando i Borbone, duchi di Parma e Piacenza, ordinarono di far incrociare pecore della zona di Parma con animali di razza merinos spagnola, per ottenere capi in grado di produrre lana pregiata. All’inizio del ‘900 è stata nuovamente incrociata con arieti bergamaschi per migliorare la capacità di produzione di carne. Oggi è allevata soprattutto nel territorio diCorniglio e nelle aree di alta collina e montagna del Parco Regionale dei Cento Laghi. Secondo la FAO nel 1994 si contavano appena 50 capi, mentre oggi nella provincia di Parma ha raggiunto i 1000 capi.

## Diffusione
Circa 1000 capi nella provincia di Parma. Alcuni capi sono presenti anche nelle zone calanchiche dell'Appennino Bolognese (grazie ad un piano di tutela condotto privatamente da alcuni allevatori) e nelle province di Reggio Emilia e Ravenna.

## Caratteristiche produttive
Prevale l’allevamento da carne, per via delle masse muscolari compatte e con poco grasso. Longeva e rustica, è adatta all’allevamento al pascolo e diverse greggi praticano ancora la transumanza. Adatta anche alla produzione lanosa e di latte.

## Aspetto
È di taglia grande, la testa è priva di corna in entrambi i sessi, le orecchie sono lunghe, larghe e pendenti. Il vello bianco, a volte maculato, ricopre anche il ventre, la parte superiore degli arti e la parte frontale della testa. La testa e l’estremità degli arti sono picchiettati di nero.